# Amalie von Lerchenfeld

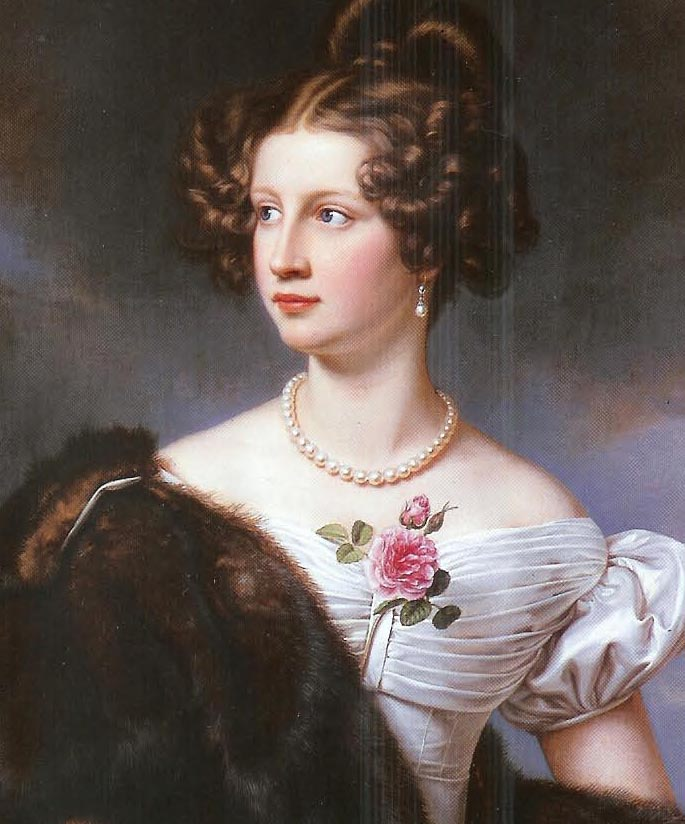
Amalie von Krüdener, Gemälde von Joseph Karl Stieler, 1828

Amalie Adlerberg (russisch Амалия Максимилиановна Адлерберг, * 1808 in Regensburg als Amalie Stargard; † 21. Juni 1888 in Tegernsee) wurde als uneheliches Kind des Grafen Maximilian-Emanuel Lerchenfeld (1772–1809) und der Herzogin Therese zu Mecklenburg (1773–1839), Prinzessin von Thurn und Taxis, geboren. Therese hatte eine Affäre mit dem bayerischen Diplomaten gehabt, während ihr Ehemann Karl Alexander auf Einladung Napoleon Bonapartes mehrere Jahre in Paris weilte.

## Leben
Nach dem Tod ihres Vaters am 19. Oktober 1809 kam Amalie zur Darmstädter Familie von Sternfeld, die mit Therese verwandt war. Später brachte man sie nach Regensburg in die Nähe ihrer Mutter. Schließlich wurde sie von ihrer Stiefmutter von Lerchenfeld mit ihren Halbgeschwistern erzogen und lebte in deren Münchner Palast oder im Familienschloss zu Köfering. Am 1. August 1823 erteilte ihr Ludwig I. von Hessen-Darmstadt die Erlaubnis, den Namen Amalie von Lerchenfeld zu tragen. Allerdings durfte sie weder das Familienwappen führen, noch im Stammbaum erscheinen.
1822 traf Amalie den jungen Fjodor Iwanowitsch Tjuttschew, der im selben Jahr aus Sankt Petersburg nach München gezogen war, um in der russischen Auslandsvertretung zu arbeiten. Von der Liebesbeziehung, die sie miteinander begannen, zeugen Gedichte Tjuttschews wie Tränen (russisch Слёзы), das am Tage einer Verabredung der beiden entstand und höchstwahrscheinlich Amalie gewidmet ist. Weitere seiner Werke, zu denen er durch Amalie inspiriert wurde, sind An N. (russisch К Н.) und Ich gedenke der goldenen Zeit… (russisch Я помню время золотое).
Neben Tjuttschew begann sich noch ein weiterer Diplomat für Amalie zu interessieren. Es war nicht, wie oft irrig angegeben wird, Baron Paul Alexander von Krüdener, sondern Georg Alexander von Krüdener. Er war der Sohn des deutsch-baltischen Majors und Ordnungsrichters  Ernst Fromhold von Krüdener auf Stopiushof und der Christine Judith, geb. von Martini. 1829 bis 1836 gehörte er ebenfalls zur russischen Gesandtschaft in München. 1843 wurde er russischer Gesandter in Stockholm, wo er 1852 verstarb.
Die Briefe und Tagebücher Maximilian Josephs von Lerchenfeld beleuchten die ersten Jahre von Tjuttschews Diplomatentätigkeit in München (1822–26) und geben ein Bild seiner erfolglosen Liebesbeziehung zu Amalie, die am 19. Januar 1825 beinahe zu einem Duell mit von Krüdener geführt hätte. Am 31. August 1825 heiratete die 17-jährige Amalie von Krüdener in Köfering. Ihr erstes Kind Nikolai-Arthur brachte sie am 20. Juni / 2. Juli 1826 zur Welt.
Zwei Jahre später wurde die junge Schönheit 1828 von Joseph Karl Stieler, dem Porträtisten der Nymphenburger Schönheitengalerie König Ludwigs I. von Bayern, gemalt. 1852 starb Georg von Krüdener in Stockholm.
Im Alter von 40 Jahren brachte sie am 17. März 1848 ein uneheliches Kind zur Welt. Vater war der 29-jährige Graf Nikolaus von Adlerberg, den sie 1855 heiratete.
Während des Krimkrieges war Graf von Adlerberg Generalgouverneur von Taurien. Durch den Krieg verloren viele Kinder ihre Eltern. Die Waisen wurden zusammen mit verwundeten Soldaten nach Simferopol gebracht. Nachdem die Gründung eines Waisenhauses durch den Stadtrat gescheitert war, schuf Amalie am 31. Dezember 1854 auf eigene Kosten eine Übergangslösung für 14 Waisenkinder. 1857 wurde das Waisenhaus offiziell eingerichtet und erhielt den Namen von Amalie Adlerberg. Im Gegensatz zu allen anderen Waisenhäusern in Russland, die den Namen der Kaiserin Marija Alexandrowna trugen, behielt das Amalie Adlerberg Waisenhaus auch zukünftig den ursprünglichen Namen.